# Хокеј на леду на Зимским олимпијским играма 1972.
Хокејашки турнир на Зимским олимпијским играма 1972. био је дванаести по реду олимпијски турнир у хокеју на леду у организацији Светске хокејашке федерације (ИИХФ). Турнир се одржао као део програма Зимских игара XI олимпијаде чији домаћин је био Јапански град Сапоро.  Олимпијски турнир се одржавао од 3. до 13. фебруара 1972. године. 
Репрезентација Совјетског Савеза освојила је четврту олимпијску титулу. Сребрна медаља припала је селекцији САД-а, док је бронзу освојила репрезентација  Чехословачке.
Најефикаснији играч турнира био је совјетски нападач Валериј Харламов са 16 индексних поена (9 голова и 7 асистенција). На укупно одиграних 30 утакмица постигнуто је 235 голова или у просеку 7,83 голова по утакмици.
Репрезентација Југославије по трећи пут је заиграла на олимпијским играма, а заузела је последње 11. место.

## Учесници олимпијског турнира
На олимпијском турниру је требало да учествују 14 репрезентација, 12 из Европе, једна из Северне Америке и домаћин Јапан. Међутим, репрезентације Источне Немачке, Француске и Румуније су одустале од такмичења из финансијских разлога. 
| - Западна Немачка - Сједињене Државе - Совјетски Савез - Финска - Чехословачка - Шведска - Швајцарска - Јапан - Југославија - Норвешка - Пољска |

## Квалификациона рунда
Репрезентација Совјетског Савеза као победник  Светског првенства 1971. пласирала се директно у Групу од 1-6 места, преосталих десет репрезентација одиграле су квалификациону рунду. 
| 3. фебруар 1972. | Сапоро | Чехословачка     | 8 : 2 | Јапан           | 1:0, 4:1, 3:1 |
| 3. фебруар 1972. | Сапоро | Шведска          | 8 : 1 | Југославија     | 0:0, 4:0, 4:1 |
|                  |        |                  |       |                 |               |
| 4. фебруар 1972. | Сапоро | Сједињене Државе | 5 : 3 | Швајцарска      | 2:1, 1:1, 2:1 |
| 4. фебруар 1972. | Сапоро | Пољска           | 4: 0  | Западна Немачка | 0:0, 3:0, 1:0 |
| 4. фебруар 1972. | Сапоро | Финска           | 13: 1 | Норвешка        | 3:1, 5:0, 5:0 |

## Завршни круг

### Група од 1-6 места
| №  | Репрезентација   | Ут | П | Нер | И | ГД | ГП | ГР  | Бод |
| -- | ---------------- | -- | - | --- | - | -- | -- | --- | --- |
| 1. | Совјетски Савез  | 5  | 4 | 1   | 0 | 33 | 13 | +20 | 9   |
| 2. | Сједињене Државе | 5  | 3 | 0   | 2 | 18 | 15 | +3  | 6   |
| 3. | Чехословачка     | 5  | 3 | 0   | 2 | 26 | 13 | +13 | 6   |
| 4. | Шведска          | 5  | 2 | 1   | 2 | 17 | 13 | +4  | 5   |
| 5. | Финска           | 5  | 2 | 0   | 3 | 14 | 24 | -10 | 4   |
| 6. | Пољска           | 5  | 0 | 0   | 5 | 9  | 39 | -30 | 0   |

| 5. фебруар 1972.  | Сапоро | Шведска          | 5: 1  | Сједињене Државе | 2:1, 1:0, 2:0 |
| 5. фебруар 1972.  | Сапоро | Чехословачка     | 5 : 1 | Пољска           | 5:0, 3:1, 6:0 |
| 5. фебруар 1972.  | Сапоро | Совјетски Савез  | 9 : 3 | Финска           | 3:2, 3:1, 3:0 |
|                   |        |                  |       |                  |               |
| 7. фебруар 1972.  | Сапоро | Совјетски Савез  | 3 : 3 | Шведска          | 1:0, 1:0, 1:3 |
| 7. фебруар 1972.  | Сапоро | Чехословачка     | 1 : 5 | Сједињене Државе | 1:1, 0:3, 0:1 |
| 7. фебруар 1972.  | Сапоро | Финска           | 5 : 1 | Пољска           | 0:0, 4:0, 1:1 |
|                   |        |                  |       |                  |               |
| 8. фебруар 1972.  | Сапоро | Чехословачка     | 7: 1  | Финска           | 1:0, 3:0, 3:1 |
|                   |        |                  |       |                  |               |
| 9. фебруар 1972.  | Сапоро | Шведска          | 5 : 3 | Финска           | 1:0, 4:2, 0:1 |
| 9. фебруар 1968.  | Сапоро | Совјетски Савез  | 7 : 2 | Сједињене Државе | 2:0, 3:0, 2:2 |
|                   |        |                  |       |                  |               |
| 10. фебруар 1972. | Сапоро | Чехословачка     | 2 : 1 | Шведска          | 0:0, 0:0, 2:1 |
| 10. фебруар 1972. | Сапоро | Совјетски Савез  | 9 : 3 | Пољска           | 4:0, 4:2, 1:1 |
| 10. фебруар 1972. | Сапоро | Сједињене Државе | 4 : 1 | Финска           | 2:1, 1:0, 1:0 |
|                   |        |                  |       |                  |               |
| 12. фебруар 1972. | Сапоро | Сједињене Државе | 6 : 1 | Пољска           | 2:0, 2:0, 2:1 |
|                   |        |                  |       |                  |               |
| 13. фебруар 1972. | Сапоро | Финска           | 4 : 3 | Шведска          | 1:2, 1:1, 2:0 |
| 13. фебруар 1972. | Сапоро | Совјетски Савез  | 5: 2  | Чехословачка     | 2:0, 2:1, 1:1 |

### Група од 7-11 места
| №   | Репрезентација  | Ут | П | Нер | И | ГД | ГП | ГР  | Бод |
| --- | --------------- | -- | - | --- | - | -- | -- | --- | --- |
| 7.  | Западна Немачка | 4  | 3 | 0   | 1 | 22 | 10 | +12 | 6   |
| 8.  | Норвешка        | 4  | 3 | 0   | 1 | 16 | 14 | +2  | 6   |
| 9.  | Јапан           | 4  | 2 | 1   | 1 | 17 | 16 | -1  | 5   |
| 10. | Швајцарска      | 4  | 0 | 2   | 2 | 9  | 16 | -7  | 2   |
| 11. | Југославија     | 4  | 0 | 1   | 3 | 9  | 17 | -8  | 1   |

| 6. фебруар 1972.  | Сапоро | Норвешка        | 5 : 2 | Југославија     | 0:1, 3:0, 2:1 |
| 6. фебруар 1972.  | Сапоро | Западна Немачка | 5 : 0 | Швајцарска      | 2:0, 0:0, 3:0 |
|                   |        |                 |       |                 |               |
| 7. фебруар 1972.  | Сапоро | Западна Немачка | 6 : 2 | Југославија     | 2:1, 3:1, 1:0 |
| 7. фебруар 1972.  | Сапоро | Јапан           | 3: 3  | Швајцарска      | 1:1, 2:0, 0:2 |
|                   |        |                 |       |                 |               |
| 9. фебруар 1972.  | Сапоро | Јапан           | 3 : 2 | Југославија     | 2:2, 0:0, 1:0 |
| 9. фебруар 1972.  | Сапоро | Западна Немачка | 5 : 1 | Норвешка        | 3:0, 0:0, 2:1 |
|                   |        |                 |       |                 |               |
| 10. фебруар 1972. | Сапоро | Норвешка        | 5 : 4 | Јапан           | 2:2, 2:1, 1:1 |
| 10. фебруар 1972. | Сапоро | Швајцарска      | 3 : 3 | Југославија     | 3:0, 1:3, 1:1 |
|                   |        |                 |       |                 |               |
| 12. фебруар 1972. | Сапоро | Норвешка        | 5 : 3 | Швајцарска      | 0:0, 1:2, 4:1 |
| 12. фебруар 1972. | Сапоро | Јапан           | 7 : 6 | Западна Немачка | 3:1, 1:2, 3:3 |

## Коначан пласман и признања

### Коначан пласман
Коначан пласман на олимпијском турниру 1972. био је следећи:
| ОИ  | Репрезентација   |
|     | Совјетски Савез  |
|     | Сједињене Државе |
|     | Чехословачка     |
| 04. | Шведска          |
| 05. | Финска           |
| 06. | Пољска           |
| 07. | Западна Немачка  |
| 08. | Норвешка         |
| 09. | Јапан            |
| 10. | Швајцарска       |
| 11. | Југославија      |

## Састави освајача медаља
|                 | Злато |  |  |  |  |  |
|                 | |  |  |  |  |  |
| Освајачи медаља | Совјетски Савез Владислав Третјак · Александар Пашков · Александар Рагулин · Генадиј Циганков · Виктор Кузкин · Виталиј Давидов · Владимир Лутченко · Игор Ромишевски · Валериј Васиљев · Евгениј Мишаков · Александар Маљцев · Александар Јакушев · Владимир Викулов · Анатолиј Фирсов · Валериј Харламов · Јуриј Блинов · Евгениј Зимин · Борис Михајлов · Владимир Петров · Владимир Шадрин · Селектор: · Аркадиј Чернишов |  |  |  |  |  |